# Georges Cheylan
Pour les articles homonymes, voir Cheylan.
Georges Cheylan, né le 17 juin 1914 à Hanoï (Indochine française) et mort le 25 septembre 2008 à Aix-en-Provence, est un professeur agrégé d'Histoire et Géographie au Lycée Vauvenargues d'Aix-en-Provence. Il a animé le groupe archéologique « Aquae Sextiae » qui a conduit des fouilles de l'oppidum de Pierredon dans les années 1970.

## Publications
- Georges Cheylan et Jean Ganne, Le château de la Tour d'Aigues, Vaucluse, 1973
- Georges Cheylan et Jean Ganne, Le château de Villelaure, Lycée de Vauvenargues, 1975
- Georges Cheylan, Le Château de Lourmarin, Vaucluse : première moitié du XVIe siècle, premier château de la Renaissance en Provence, Georges Cheylan, 1982
- Georges Cheylan et Jean Ganne, Sannes (Vaucluse) : la commune, les seigneurs de Tisati (XVIIe siècle), les barons de Saqui (XVIIIe - XIXe siècles), le château de Sannes (XVII : XVIIIème siècles), Selbstverl, 1987
- Jean-Denis Vigne, Georges Cheylan et Gilles Cheylan, Ile Lavezzu : compte rendu des travaux archéozoologiques dans la chapelle de Santa Maria (7 - 11 déc. 1987 : 10 - 16 juil. 1988), Muséum National d'Histoire Naturelle, 1988
- Georges Cheylan, Le château d'Ansouis, Vaucluse, Aix-en-Provence, Le Château, 1994, 116 p. (ISBN 2-9508197-0-2 et 9782950819703)